# UCI Oceania Tour 2022
L'UCI Oceania Tour 2022 és la divuitena edició de l'UCI Oceania Tour, un dels cinc circuits continentals de ciclisme de la Unió Ciclista Internacional. Està format per una sola cursa, organitzada entre el 5 i el 9 de gener de 2022 a Oceania.

## Calendari de les proves

### Gener
| Data | Cursa                     | País         | Cat. | Vencedor     | Equip                                   | Ref.  |
| ---- | ------------------------- | ------------ | ---- | ------------ | --------------------------------------- | ----- |
| 5-9  | New Zealand Cycle Classic | Nova Zelanda | 2.2  | Mark Stewart | Bolton Equities Black Spoke Pro Cycling | [ 3 ] |

## Classificacions
- Nota: classificacions definitives a 18 d'octubre.[4] · [5]

| #  | Ciclista         | Equip                                   | Punts    |
| -- | ---------------- | --------------------------------------- | -------- |
| 1  | Michael Matthews | Team BikeExchange Jayco                 | 1.995,67 |
| 2  | Jai Hindley      | Bora-Hansgrohe                          | 1.643    |
| 3  | Ben O'Connor     | AG2R Citroën Team                       | 1.203    |
| 4  | Caleb Ewan       | Lotto-Soudal                            | 711      |
| 5  | Simon Clarke     | Israel-Premier Tech                     | 576      |
| 6  | Jack Haig        | Bahrain Victorious                      | 558      |
| 7  | Jay Vine         | Alpecin-Fenix                           | 540      |
| 8  | Luke Plapp       | Ineos Grenadiers                        | 474,67   |
| 9  | Corbin Strong    | Israel-Premier Tech                     | 446      |
| 10 | James Fouché     | Bolton Equities Black Spoke Pro Cycling | 435      |

| # | Equip                                   | Pts.     |
| - | --------------------------------------- | -------- |
| 1 | Bolton Equities Black Spoke Pro Cycling | 1.888,85 |
| 2 | Team BridgeLane                         | 708      |
| 3 | ARA Pro Racing Sunshine Coast           | 365      |
| 4 | EuroCyclingTrips Pro Cycling            | 58,17    |
| 5 | MitoQ-NZ Cycling Project                | 39       |
| 6 | St George Continental Cycling Team      | 36       |
| 7 | Global 6 Cycling                        | 24       |
| 8 | Nero Continental                        | 9        |

| # | País         | Pts.     |
| - | ------------ | -------- |
| 1 | Austràlia    | 7.701,34 |
| 2 | Nova Zelanda | 2.702,51 |
| 3 | Samoa        | 15       |

| # | País         | Pts.     |
| - | ------------ | -------- |
| 1 | Austràlia    | 1.485,67 |
| 2 | Nova Zelanda | 1.197,62 |
| 3 | Samoa        | 5        |